# Sandenia rotunda
Sandenia rotunda är en kvalsterart som beskrevs av Wallwork 1966. Sandenia rotunda ingår i släktet Sandenia och familjen Parakalummidae. Inga underarter finns listade i Catalogue of Life.